# Paliámbela (Piérie)
Paliámbela, en grec moderne : Παλιάμπελα, est un village du dème de Pýdna-Kolindrós, de Macédoine-Centrale en Grèce.
Selon le recensement de 2011, la population du village s'élève à 210 habitants.